# Lama (budismo)
Lama (em tibetano: བླ་མ་; Wylie: bla-ma) é um título dado, no budismo tibetano, a um professor de darma. O nome é similar ao termo sânscrito swami (ver Bön), e pode ser usado como um honorífico, dado a um monge ou praticantes (nas escolas Nyingma, Kagyu e Sakya) que tenham conhecimentos tântricos avançados, para indicar um nível elevado de realização espiritual, e de autoridade para ensinar seus conhecimentos. O nome pode ainda fazer parte de outro título, como Dalai Lama ou Panchen Lama, que são aplicados a determinadas linhagens de lamas reencarnados (tulkus).
Talvez devido à incompreensão dos primeiros estudiosos ocidentais que tentaram compreender o budismo tibetano, o termo lama vem sendo aplicado erroneamente, ao longo da história, para monges tibetanos de uma maneira geral. Da mesma maneira, o budismo tibetano é chamado de lamaísmo por alguns acadêmicos e viajantes ocidentais, que não compreenderam que estavam testemunhando uma forma de budismo, e desconheciam a distinção entre o budismo tibetano e o Bön. Lamaísmo é um termo considerado pejorativo hoje em dia.
Na prática vajrayana do budismo tibetano, o lama freqüentemente é um guia espiritual tântrico, o guru para o aspirante a yogi ou yogini budista. Como tal, o lama aparece como uma das chamadas 'Três Raízes', uma variante das 'Três Joias' - na forma de guru, juntamente com o yidam e protetor, que pode ser um dakini, dharmapala ou alguma outra figura divina budista.